# Rab Károly (orvos)
Rab (Angerhofer) Károly (Tiszalök, 1890. március. 21. – Budapest, 1971. augusztus. 8.) római katolikus pap, tábori lelkész, táborikórház-parancsnok, orr-, fül- és gégeszakorvos, fogorvos, a Sztomatológiai Intézet munkatársa, 1945-ben az Ideiglenes Nemzetgyűlés tagja mint  a Független Kisgazda Párt megválasztott képviselője. Komárom-Esztergom vármegye főispánja.

## Élete
Bajor eredetű, polgári család leszármazottja. Szülei gyógyszerészek. Bátyja, Elek szintén orvos doktor, aki 1. VH után az USA-ba emigrál. Nyiregyházán érettségizik, majd papnak készül. A Csanádi egyházmegye temesvári papnevelő intézetében végezi el a teológiát. 1912-ben szenteli
áldozópappá Glattfelder Gyula Csanádi püspök a temesvári székesegyházban. Előbb Kiszomborban káplánkodott, azután Battonyán. Amikor kitört a háború, Rab káplánt tábori lelkészi szolgálatra hívták be ezredéhez. A lelkes fiatal pap a tábori segélyhelyen nagyon sokszor segédkezni volt kénytelen a kötözőorvosnak. Ekkor lesz szerelmes az orvosi hivatásba. 1919-ben kapja meg orvosi diplomáját. Orvosi pályája mellett lelkes közéleti szereplő. Rengeteg szakmai- és közéleti konferencia lelkes előadója. Amatőr tárogatóművész. A Katolikus Népszövetség egyik vezető képviselője a '20-as, '30-as években. A II. világháború alatt táborikórház-parancsnok. 1945-ben nagy reményekkel vág bele újra a politikai pályafutásába: az Ideiglenes Nemzetgyűlés tagja, majd a parlamenti képviselő. 1946-tól Komárom-Esztergom vm. főispánja. Feltehetően a családját ért meghurcoltatások miatt (csokoládégyáros unokatestvérét 1947 végén "árdrágításért" majd "antidemokratikus" kijelentéseiért 7 év fegyházra ítélik) , illetve a kommunista hatalomátvétel miatt 1948 augusztusában lemond hivataláról és többet nem vállal közéleti szerepet.

## Politikai pályafutása
Politikai pályafutását az 1931-es választásokon Somorja képviselőjelöltjeként kezdi a Keresztény Nemzeti Ellenzéki Párt színeiben. A választási vereség után (megfelelő számú ajánlásokat sem sikerül összegyűjteni) , 1932-ben belép a Független Kisgazda-, Földmunkás- és Polgári Pártba, annak Budapest környéki pártvezetője. A háború végeztével a megalakult Ideiglenes Nemzetgyűlés tagja, majd 1945-ben a Független Kisgazda Párt megválasztott parlamenti képviselője. 1946-ban kinevezik Komárom-Esztergom vármegye. főispánjának. Hivatala alatt többször felszólal  a szlovákiai magyarok jogfosztásával kapcsolatban. Több intézkedéssel segíti a menekülteket a hatáskörébe tartozó megyében. 1948 nyarától Fgkp folyamatos ellehetetlenűlése miatt és a tágabb családját érő atrocitások miatt lemond a hivataláról.